# Elecciones presidenciales de Estados Unidos de 2024 en Alaska
Las elecciones presidenciales de Estados Unidos de 2024 en Alaska se llevaron a cabo el 5 de noviembre de 2024, como parte de las elecciones presidenciales de Estados Unidos de 2024. Los votantes de Alaska eligieron a los seis electores que los representarían en el Colegio Electoral mediante votación popular. Esta fue la primera elección presidencial luego de la adopción por parte del estado de la Medida 2, que instituye la votación por orden de preferencia para todas las elecciones generales estatales.
Desde que Alaska comenzó a votar en las elecciones presidenciales en 1960, la única vez que sus votos electorales no fueron para el candidato republicano fue cuando el demócrata en el cargo Lyndon Johnson ganó de manera aplastante en 1964. Alaska es el único estado de tendencia republicana en la Costa Oeste. En 2020, Trump solo ganó Alaska por 10 puntos porcentuales, mucho menos que los republicanos en el pasado, como la victoria del 26% de George W. Bush en el estado en 2004. La demócrata Mary Peltola ha representado a Alaska en general en la Cámara de Representantes de los Estados Unidos desde septiembre de 2022.
El candidato independiente Cornel West apareció en la boleta como candidato del Partido Aurora, un partido que solo existe en Alaska y solo tiene acceso a las boletas para las elecciones presidenciales.
Si bien los republicanos seguían siendo los grandes favoritos para ganar el estado en 2024, Alaska se ha acercado al centro desde 2000 y ahora se considera un estado moderadamente republicano.

## Encuestas
| Fecha                   | Fuente                 | Muestra | Trump (R) | Harris (D) | Ventaja |
| ----------------------- | ---------------------- | ------- | --------- | ---------- | ------- |
| Fecha                   | Fuente                 | Muestra |           |            | Ventaja |
| 22 de octubre de 2024   | Alaska Survey Research | 1703    | 55%       | 45%        | 10      |
| 9 de octubre de 2024    | Alaska Survey Research | 1254    | 54%       | 46%        | 8       |
|                         |                        |         |           |            |         |
| 1 de septiembre de 2024 | Cygnal                 | 400     | 53%       | 43%        | 10      |

## Resultados

### Generales
| Partido                  | Partido               | Candidato                        | Votos   | %     |
| ------------------------ | --------------------- | -------------------------------- | ------- | ----- |
|                          | Republicano           | Donald Trump                     | 184,458 | 54.54 |
|                          | Demócrata             | Kamala Harris                    | 140,026 | 41.41 |
|                          | Independiente         | Robert F. Kennedy Jr. (retirado) | 5,670   | 1.68  |
|                          | Libertario            | Chase Oliver                     | 3,040   | 0.90  |
|                          | Independiente         | Jill Stein                       | 2,342   | 0.69  |
|                          | Aurora                | Cornel West                      | 1,127   | 0.33  |
|                          | Constitución          | Randall Terry                    | 812     | 0.24  |
|                          | Solidaridad Americana | Peter Sonski                     | 702     | 0.21  |
| Escritos                 |                       |                                  |         |       |
|                          |                       |                                  |         |       |
| Total                    | Total                 | Total                            | 338,177 | 100   |
| Participación            | Participación         | Participación                    | 340,981 | 55.79 |
| Registrados              | Registrados           | Registrados                      | 611,078 |       |
|                          |                       |                                  |         |       |
| Fuente: Elections Alaska |                       |                                  |         |       |

### Por borough y área censal
|                       | Trump Republicano | Trump Republicano | Harris Demócrata | Harris Demócrata | Total | Margen | Margen |
| Condado               | Votos             | %                 | Votos            | %                | Total | Votos  | %      |
| --------------------- | ----------------- | ----------------- | ---------------- | ---------------- | ----- | ------ | ------ |
| Aleutians East        |                   |                   |                  |                  |       |        |        |
| Aleutians West        |                   |                   |                  |                  |       |        |        |
| Anchorage             |                   |                   |                  |                  |       |        |        |
| Bethel                |                   |                   |                  |                  |       |        |        |
| Bristol Bay           |                   |                   |                  |                  |       |        |        |
| Chugach               |                   |                   |                  |                  |       |        |        |
| Copper River          |                   |                   |                  |                  |       |        |        |
| Denali                |                   |                   |                  |                  |       |        |        |
| Dillingham            |                   |                   |                  |                  |       |        |        |
| Fairbanks North Star  |                   |                   |                  |                  |       |        |        |
| Haines                |                   |                   |                  |                  |       |        |        |
| Hoonah–Angoon         |                   |                   |                  |                  |       |        |        |
| Juneau                |                   |                   |                  |                  |       |        |        |
| Kenai Peninsula       |                   |                   |                  |                  |       |        |        |
| Ketchikan Gateway     |                   |                   |                  |                  |       |        |        |
| Kodiak Island         |                   |                   |                  |                  |       |        |        |
| Kusilvak              |                   |                   |                  |                  |       |        |        |
| Lake and Peninsula    |                   |                   |                  |                  |       |        |        |
| Matanuska-Susitna     |                   |                   |                  |                  |       |        |        |
| Nome                  |                   |                   |                  |                  |       |        |        |
| North Slope           |                   |                   |                  |                  |       |        |        |
| Northwest Arctic      |                   |                   |                  |                  |       |        |        |
| Petersburg            |                   |                   |                  |                  |       |        |        |
| Prince of Wales–Hyder |                   |                   |                  |                  |       |        |        |
| Sitka                 |                   |                   |                  |                  |       |        |        |
| Skagway               |                   |                   |                  |                  |       |        |        |
| Southeast Fairbanks   |                   |                   |                  |                  |       |        |        |
| Wrangell              |                   |                   |                  |                  |       |        |        |
| Yakutat               |                   |                   |                  |                  |       |        |        |
| Yukon-Koyukuk         |                   |                   |                  |                  |       |        |        |

#### Volteados
| Borough/Área censal   | Ciudad más grande | Pre-elección | Pre-elección | Post-elección | Post-elección | Margen |
| Borough/Área censal   | Ciudad más grande | Partido      | Partido      | Partido       | Partido       | Margen |
| --------------------- | ----------------- | ------------ | ------------ | ------------- | ------------- | ------ |
| Dillingham            | Dillingham        |              | Demócrata    |               | Republicano   | +0.00  |
| Lake and Peninsula    | Port Alsworth     |              | Demócrata    |               | Republicano   | +0.00  |
| Northwest Arctic      | Kotzebue          |              | Demócrata    |               | Republicano   | +0.00  |
| Prince of Wales–Hyder | Metlakatla        |              | Demócrata    |               | Republicano   | +0.00  |